# Carlia nigrauris
Carlia nigrauris — вид сцинкоподібних ящірок родини сцинкових (Scincidae). Ендемік Індонезії. Описаний у 2010 році.

## Опис
Тіло (не враховуючи хвоста) сягає 56 мм завдовжки, забарвлення переважно чорне.

## Поширення й екологія
Carlia nigrauris є ендеміками острова Тінжіл, розташованого на південному заході від Яви. Вони живуть в тропічних лісах, серед опалого листя.